# كيدي نيون
كيدي نيون هي توزيعة لينيكس تم تطويرها بواسطة فريق كيدي وهي مبنية على إصدارات أبونتو طويلة الدعم (باختصار LTS)، وتحتوي على مستودعات إضافية تحوي أحدث إصدارات بيئة وأُطُر عمل سطح مكتب كيدي بلازما6 وأدوات كيوت6 وبرامج كيدي المتوافقة الأخرى. تم الإعلان عنها لأول مرة في يونيو 2016 بواسطة مؤسس كوبونتو جوناثان ريدل بعد رحيله من شركة كونونيكال. ،  وقد تم اعتمادها من بشكل متزايد من مستخدمي لينيكس، ويظهر بانتظام في أكثر 20 توزيعة شعبية في موقع DistroWatch.com . 
تقدم التوزيعة إصدارين أحدهما مستقر والآخر تطويري. إصدار المستخدم المستقر وهو إصدار يضم أحدث حزم كيدي المستقرة تحت الجودة المضمونة ، بينما تستخدم الإصدارات التجريبية وغير المستقرة أحدث الحزم غير المختبرة أو التي لا زالت غير مضمونة من كيدي (منها مكتبات التطوير والترويسات). 

## الاختلافات بينها وبين كوبونتو
نظرًا لأن كوبونتو يحتوي على مجموعة حزم كيدي بلازما على نظام تشغيل أبونتو ، فغالبًا ما يتم الخلط بينه وبين كيدي نيون . ومع ذلك، فإن الاختلاف الأساسي بين نظامي التشغيل هو أن كوبونتو يحافظ على الإصدارات المستقرة وطويلة الدعم من أبونتو بينما يركز كيدي نيون على إصدار تحديثات المطورين لتطبيقات كيدي دون اشتراط الحفاظ على الإصدارات المستقرة حتى يختار المستخدم ذو صلاحيات الجذر تحديث أنظمته بنشاط.  يجبر كيدي نيون المستخدم على تحديث التوزيعة باستخدام حزمة بكج كت بدلاً من أداة التغليف المتقدمة (مدير حزم APT) . يمنع هذا النهج حدوث مشكلات محتملة أثناء تحديث حزم كيدي. 

## العتاد والأجهزة
تم إصدار خمسة أجهزة كمبيوتر محمولة مثبت عليها كيدي نيون مسبقًا:
"KDE Slimbook" (تم إصداره يوم الخميس 26 يناير 2017)، 
"KDE Slimbook II" (الخميس 8 فبراير 2018)، 
KDE Slimbook III" (2020)"،
"KDE Slimbook IV" (الأربعاء 6 يوليو 2022) 
KDE Slimbook V" (2024)"، 
و"KDE Slimbook VI" (تم إصداره يوم الثلاثاء 29 أكتوبر 2024). 

## التاريخ والإصدارات
بدأ كيدي نيون في التشكل لأول مرة في أواخر عام 2015 كطريقة لتوفير إصدارات متدحرجة لبرامج كيدي مع الأساس المستقر لنظام أبونتو.   بدأ بناء صور التثبيت اليومية في يناير 2016.  كانت هذه الصور مبنية على أبونتو 15.10، ولكن في أبريل 2016، تمت ترقيتها إلى أبونتو 16.04، والتي ستصبح في النهاية الأساس للإصدار العام الأول، والذي حدث في 8 يونيو 2016. 
أعلن فريق كيدي نيون في يناير 2017 أن التوزيعة ستحول مثبتها الخاص من يوبيكويتي إلى كالاماريس بسبب "عدم وجود بعض الميزات" في يوبيكويتي. في فبراير 2018، أزال مطورو كيدي نيون الإصدارات طويلة الدعم من قائمة الإصدارات، لكنهم أبقوا هذه الإصدارات في مرايا التنزيل لأن "كثير من الأشخاص يسألون أي إصدار يستخدمون وماهو الفرق بينهم". في مايو 2018، بدأت كيدي بتغيير كيدي نيون من كونه مبنيًا على أبونتو 16.04 إلى أبونتو 18.04. أصبحت إصدارات المعاينة والمراجعة الخاصة بـ كيدي نيون، المبنية على أبونتو 18.04، متاحة في أغسطس 2018. في 10 أغسطس 2020، أصدرت كيدي إصدارًا مُعاد تأسيسه من كيدي نيون، استنادًا إلى أبونتو 20.04.
نظرًا لأن كيدي نيون هو في الأساس عبارة عن حزمة من برامج كيدي وتبعياتها تم بناءها فوق أبونتو طويل الدعم، فإن إصداراته مرتبة ومرقمة بناءً على إصدارات سطح مكتب بلازما. ومع ذلك، سنسرد بعض الإصدارات البارزة من إصدار المستخدم لكيدي نيون أدناه لإظهار التقدم التقني.
| الإصدار                                                                          | تاريخ الإصدار   | الوصف |
| -------------------------------------------------------------------------------- | --------------- | --- |
| 5.6                                                                              | 8 يونيو 2016    | Based on Ubuntu 16.04 base, using Plasma 5.6. This was the first version of KDE neon considered a general release. |
| 5.13                                                                             | 26 سبتمبر 2018  | neon 5.13 was the first version built both on Ubuntu 16.04 and on 18.04. It was released in June 2018 based only on Ubuntu 16.04, but early tests based on 18.04 were made available in August. The user edition was made upgradeable to 18.04 in September, and in early 2019 the Ubuntu 16.04 based build was discontinued. |
| 5.15                                                                             | 12 فبراير 2019  | Alongside the 5.15.0 release of KDE Plasma, KDE neon upgraded to version 5.15. At this point, KDE neon started making KDE applications available in Snap format as well as the usual deb packages. This also helps make it easier to install the latest KDE applications on other Linux distributions without needing to upgrade other components such as KDE frameworks. KDE Neon still uses apt based packages by default, but the snap packages are built and maintained using the neon build system and their packaging is part of the neon project. |
| 5.19                                                                             | 9 يونيو 2020    | After upgrading to KDE Plasma 5.19, neon began the work of porting to Ubuntu 20.04. After testing, the public release of KDE neon officially switched over to Ubuntu 20.04 on 10 August 2020. |
| 5.20                                                                             | 13 أوكتوبر 2020 | The KDE neon 5.20 was released alongside KDE Plasma in October 2020. Although this was a major release for KDE Plasma, KDE neon didn't have any major technical changes other than the version upgrade itself. |
| 5.21                                                                             | 16 فبراير 2021  | The latest edition of KDE neon was released alongside KDE Plasma in February 2021. Improvements included a focus on Wayland support, a new application launcher and Plasma System Monitor, aiming to succeed KSysGuard. |
| 5.22                                                                             | 9 يونيو 2021    | |
| 5.23                                                                             | 14 أوكتوبر 2021 | |
| 5.24                                                                             | 8 فبراير 2022   | |
| 5.25                                                                             | 14 يونيو 2022   | |
| 5.26                                                                             | 11 أوكتوبر 2022 | Base update to Ubuntu 22.04 LTS. Desktop Environment update to Plasma 5.26. |
| 5.27                                                                             | 14 فبراير 2023  | Desktop Environment update to Plasma 5.27. |
| 6.0                                                                              | 28 فبراير 2024  | Desktop Environment upgrade to كيدي بلازما 6. |
| 6.1                                                                              | 18 يناير 2024   | Desktop Environment update to KDE Plasma 6.1. |
| 6.2                                                                              | 8 أوكتوبر 2024  | Base upgrade to Ubuntu 24.04 LTS. Desktop Environment update to KDE Plasma 6.2. |
| تنويه:غير مدعومإصدار قديم، ما يزال مدعومأحدث إصدارأحدث إصدار معاينةإصدار مستقبلي |                 | |

يتم بناء صور تثبيت جديدة للتوزيعة بانتظام، مع أحدث الحزم من أبونتو وأحدث الحزم من مستودعات كيدي نيون.

## روابط خارجية
- الموقع الرسمي
- كيدي نيون على ديسترووتش.